# Земля и золото
«Земля и золото» (арм.: Հող և ոսկի) — советский фильм 1984 года снятый на киностудии «Арменфильм» режиссёрами Арманом Манаряном и Генрихом Маркаряном по одноимённому рассказу Шагена Татикяна.

## Сюжет
История жизни в 1920-х годах — в период становления советского общества — соседей по одному из дворов Еревана, где живут обычные простые люди — семьи столяра Акопа, сборщика утиля Гево, бывших революционеров Маркарян, рабочих Анаита и Арамиса.

Фильм вновь возвращает нас к 20-м годам, к судьбам людей той эпохи, по-разному складывающимся, обусловленной социальной перестройкой общества. Место действия локализовано — здесь это городской двор.

## В ролях
- Азат Шеренц — Гево
- Анаит Гукасян — Лиза
- Нина Абалян — Забел
- Георгий Стамболцян — Акоп
- Ким Ерицян — Серож
- Яков Азизян — Степан Маркарян
- Моисей Горгисян — Сантур
- Крист Манарян — Арамаис
- Анна Ларай — Ареват
- Жанна Блбулян — Ераняк
- Армен Хостикян — эпизод
- и другие

Фильм дублирован на русский язык на киностудии «Мосфильм».
Режиссёр дубляжа Н. Орлов, звукооператор Ю. Булгакова. Роли дублировали: Гево — Н. Граббе, Лиза — Л. Данилина, Забел — Л. Драновская, и другие.

## О фильме
Фильм относится «к картинам „ретро“ в чистом виде», что не раз отмечалось критикой:

О фильме, наверное, знают немногие, между тем этот преданный забвению фильм - единственный армянский фильм, раскрывающий исчезающий колорит Еревана 20-х годов.
Оригинальный текст (арм.)Արման Մանարյանի «Հող և ոսկի» ֆիլմի մասին, հավանաբար գիտեն շատ քչերը, մինչդեռ մոռացության մատնված այդ ֆիլմը միակ հայկական ֆիլմն է, որ բացահայտում է 20-ականների Երևանի անհետացող կոլորիտը, նիստուկացը.